# Megan Rice

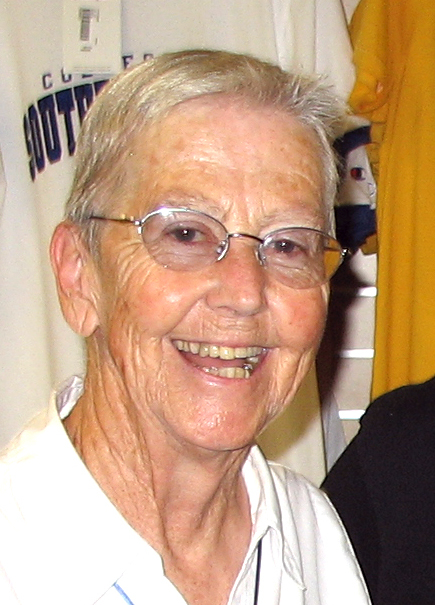
Megan Rice 2008.

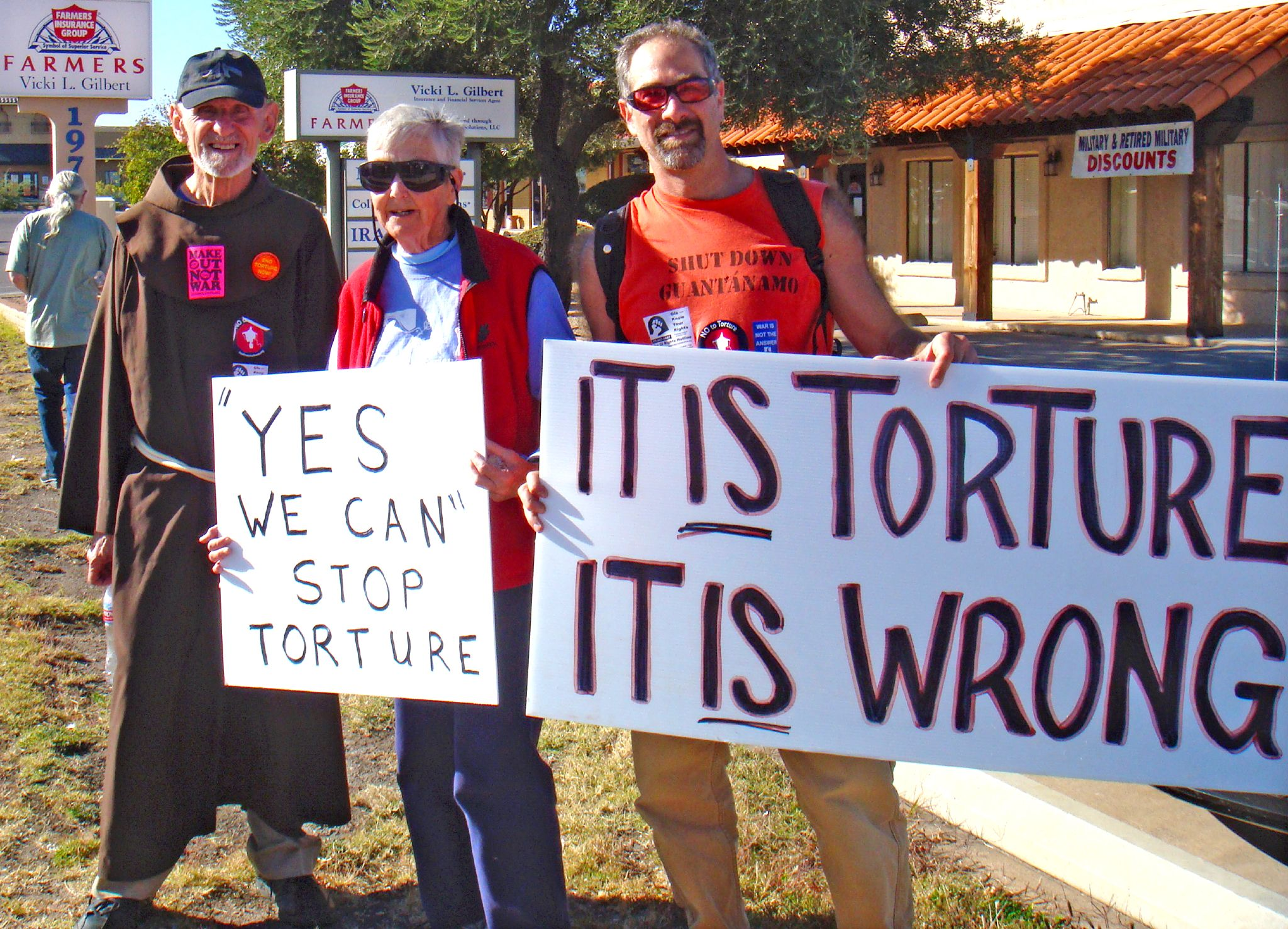
Fr. Louis Vitale, Sister Megan Rice und Jim Haber protestieren gegen die US-Folter bei Ft. Huachuca, Arizona, wo US-Militärkräften Verhörmethoden beigebracht werden.

Megan Gillespie Rice SHCJ (Society of the Holy Child Jesus) (* 31. Januar 1930, Morningside Heights (New York); † 10. Oktober 2021, Rosemont, Pennsylvania) war eine US-amerikanische Aktivistin für nukleare Abrüstung, katholische Nonne und ehemalige Missionarin. Sie wurde bekannt, weil sie im Alter von 82 Jahren mit zwei Mitaktivisten der Gruppe Transform Now Plowshares (Plowshares Movement) illegal in den Y-12 National Security Complex in Oak Ridge, Tennessee, eingedrungen war. Die Aktion war ein Protest für nukleare Abrüstung, der als „größter Sicherheitsverstoß in der Geschichte des Atomkomplexes der Nation“ („the biggest security breach in the history of the nation’s atomic complex“) bezeichnet wurde.

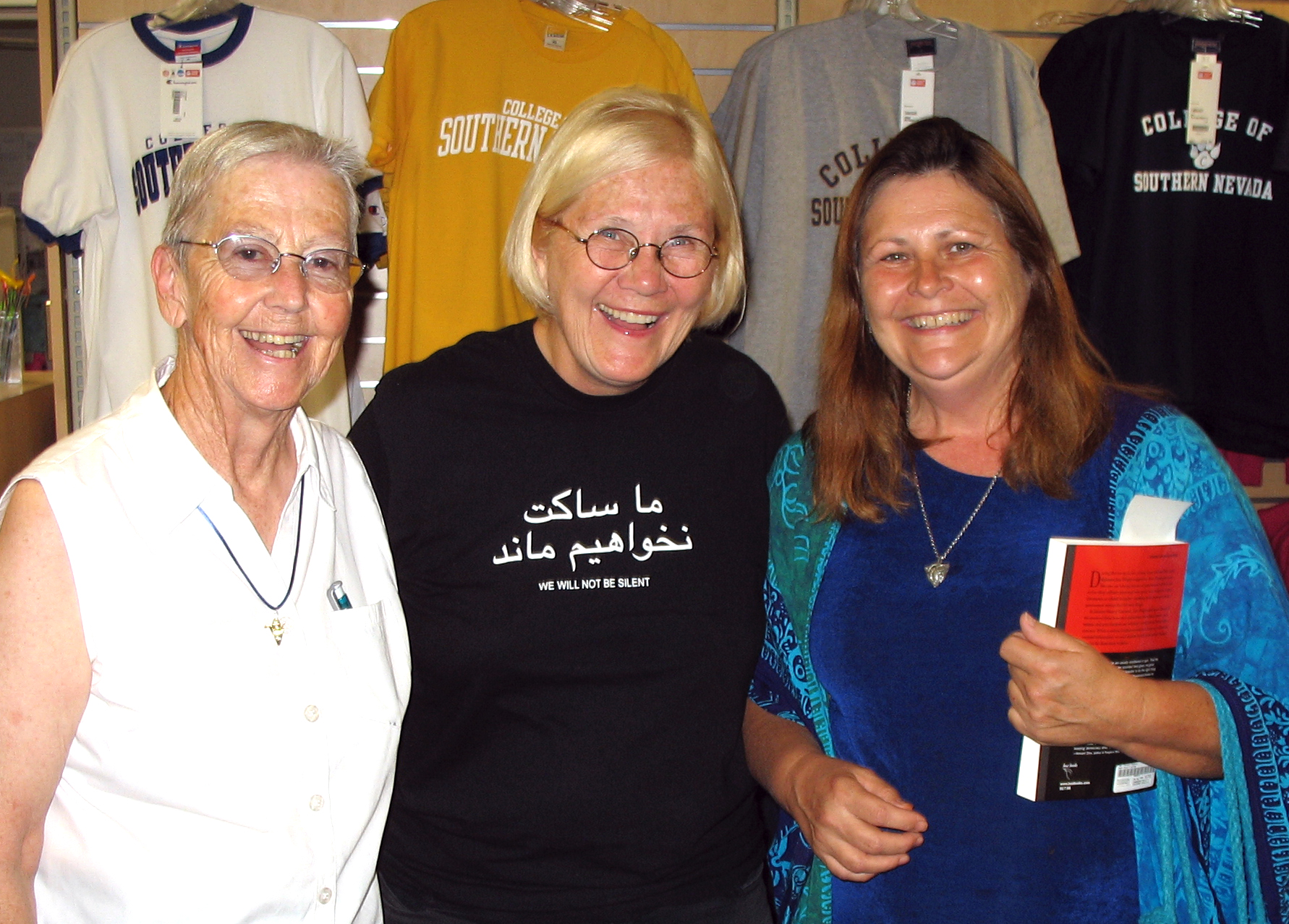
Megan Rice, Ann Wright (Col ret.) Candace Ross bei der Veröffentlichung von Wrights Buch Dissent Voices of Conscience in Las Vegas 2008

Rice wurde zunächst zu fast drei Jahren Gefängnis verurteilt. Im Mai 2015 wurde die Verurteilung wegen Sabotage von einem Bundesberufungsgericht aufgehoben. Das Berufungsgericht entschied, dass die Staatsanwaltschaft nicht beweisen konnte, dass Rice und die beiden anderen die Absicht hatten, dem nationalen Verteidigungssystem Schaden zuzufügen. Der weniger schwerwiegende Anklagepunkt der Beschädigung von Regierungseigentum wurde vom Gericht bestätigt, aber Rice wurde innerhalb einer Woche freigelassen, da die zwei Jahre, die sie bereits verbüßt hatte, länger wären als die Neuverurteilung für das aufrechterhaltene Urteil.

## Leben

### Jugend und Ausbildung
Rice wurde am 31. Januar 1930 geboren. Sie war die jüngste von drei Mädchen in einer katholischen Familie mit irischen Wurzeln. Sie wurde in Morningside Heights von New York City geboren, wo sie auch aufwuchs.
Ihr Vater, Frederick W. Rice, war ein Geburtshelfer und Gynäkologe, der an der New York University lehrte und Patienten in mehreren New Yorker Krankenhäusern behandelte. Ihre Mutter, Madeleine Newman Hooke Rice, war Absolventin des Barnard College und absolvierte, während ihre Kinder aufwuchsen, ein Aufbaustudium an der Columbia University. Ihren Doktortitel in Geschichte erlangte sie mit einer Dissertation über katholische Ansichten zur Sklaverei. Frederick und Madeleine Rice waren aktiv im Catholic Worker Movement und betrachteten Dorothy Day als gute Freundin.
Rice besuchte katholische Schulen und trat mit 18 Jahren den Schwestern vom Heiligen Kind Jesus (Society of the Holy Child Jesus) bei. Sie wurde zur Grundschullehrerin ausgebildet und unterrichtete in den unteren Klassen in Mount Vernon, New York. Durch Teilzeitstudien an den Universitäten Fordham und Villanova erwarb sie 1957 einen Bachelor-Abschluss in Biologie an der Villanova und studierte anschließend Zellbiologie am Boston College, wo sie einen Master-Abschluss erhielt. Danach war sie von 1962 bis 2004 in verschiedenen Positionen als Lehrerin in Nigeria und Ghana tätig.

## Antikriegs- und Anti-Atomwaffenaktivismus vor 1980 bis 2012
In den 1980ern engagierte sich Rice in der Anti-Kriegs-Bewegung. Sie nahm an Protesten gegen zahlreiche amerikanische militärische Aktionen, Militäreinrichtungen und Kernwaffenzentren. Rice Rice wurde mehr als drei Dutzend Mal bei Akten zivilen Ungehorsams verhaftet, einschließlich ihres Aktivismus gegen Atomwaffen.

### Nevada Test Site und Creech Air Force Base
Während ihrer Tätigkeit als Mitarbeiter der Nevada Desert Experience in Clark County, Las Vegas bei der Nevada Test Site der jetzigen Nevada National Security Site beteiligte sie sich an zahlreichen Antinuklear-Aktionen und also auch an Anti-Dronenkriegsprotesten. Am 27. Januar 2011 wurde Rice wegen Hausfriedensbruchs verurteilt, nachdem sie auf dem Creech Air Force Base gegen bewaffnete Drohnen protestiert hatte.

### School of the Americas (SOA)
Rice wurde in den 1990er Jahren bei Protesten gegen Folter an der US Army School of the Americas (heute: Western Hemisphere Institute for Security Cooperation) in Fort Benning, Georgia. Sie verbüßte zwei sechsmonatige Gefängnisstrafen wegen Hausfriedensbruchs 1997–99.

### Ft. Huachuca 2008

#### Vandenberg Air Force Base protest of ICBM test launch.
Im August 2009 wurden Megan Rice und Louie Vitale auf dem Luftwaffenstützpunkt Vandenberg verhaftet, als sie gegen den Test einer Interkontinentalrakete (ICBM) vom Typ Minuteman III protestierten, die etwa 6.400 Kilometer weit zum Kwajalein-Atoll auf den Marshallinseln abgefeuert wurde.

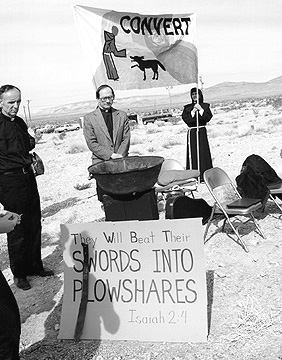
Mitglieder der Desert Lenten Experience halten während der Osterzeit 1982 am Eingang zum Nevada Test Site eine Mahnwache ab.

## Y-12 Oak Ridge National Security Complex Oak Ridge Tennessee
Am 28. Juli 2012 betraten Rice (82 Jahre) und zwei andere Aktivisten (Michael R. Walli, 63 Jahre; Gregory I. Boertje-Obed, 57 Jahre) den Y-12 National Security Complex in Oak Ridge im US-Bundesstaat Tennessee, sprühten Antikriegsparolen an und bespritzten die Außenfassade der schwer bewachten Anlage für hoch angereichertes Uran mit Blut. Die drei Aktivisten waren Mitglieder der Transform Now Plowshares-Gruppe, des Plowshares Movement, welche sich auf das Buch Jesaja und Micha bezieht, wo es heißt: „schmiedet ihre Schwerter zu Pflugscharen“, also Waffen in friedliche Werkzeuge umzuwandeln. Zur Rechtfertigung ihrer Infiltration der Oak Ridge-Anlage berief sich das Trio sowohl auf Bibelverse, die zum Weltfrieden aufrufen, als auch auf den Treaty on the Non-Proliferation of Nuclear Weapons.The New York Times berichtete, dass Atomwaffenexperten diese Aktion als „den größten Sicherheitsverstoß in der Geschichte des Atomkomplexes des Landes“ („the biggest security breach in the history of the nation’s atomic complex“) bezeichneten.

### Prozess
Rice, Walli und Boertje-Obed wurden zunächst wegen Hausfriedensbruch und der „Zerstörung und Plünderung“ („destruction and depredation“) von Regierungseigentum (ein Verbrechen) angeklagt und erwarteten eine Geldstrafe von bis zu 100.000 Dollar und eine Gefängnisstrafe von bis zu einem Jahr. Als sie sich weigerten, sich dieser Anklagepunkte schuldig zu bekennen, wurden sie stattdessen des Verstoßes gegen das Sabotagegesetzes (Sabotage Act, 18 U.S.C. § 2155(a)) angeklagt, welches der Kongress während des Zweiten Weltkriegs erließ, wenn jemand „mit der Absicht handelte, die nationale Verteidigung zu schädigen, zu stören oder zu behindern“ („with intent to injure, interfere with, or obstruct the national defense“) und sieht eine Freiheitsstrafe von bis zu 20 Jahren vor. Sie wurden auch angeklagt, mehr als 1.000 Dollar Schaden an Regierungseigentum verursacht zu haben, wofür ihnen eine Gefängnisstrafe von bis zu 10 Jahren drohte.
Am 9. Mai 2013 wurden die drei verurteilt. In ihrer Aussage sagte Schwester Rice: „Ich bedauere, dass ich das nicht schon vor 70 Jahren getan habe“ („I regret I didn’t do this 70 years ago“). Ihre Urteilsverkündung war ursprünglich für den 28. Januar 2014 angesetzt, wurde jedoch aufgrund eines Schneesturms auf den 18. Februar 2014 verschoben.
Obwohl viele Nachrichtenagenturen von einem Einbruch sprachen, ist sich das Team, einschließlich seiner Anwälte, sicher, dass sie einfach hineingegangen sind. Sicherheitsmängel und Unfähigkeit der Auftragnehmer, nicht kriminelles Know-how, haben sie in die Nähe des Urans gebracht, das die Atomsprengköpfe des Landes benötigt.

### Berufung
Am 8. Mai 2015 entschied das Berufungsgericht des Sechsten Gerichtsbezirks der Vereinigten Staaten (United States Court of Appeals for the Sixth Circuit) mit einer 2:1-Entscheidung, dass dem Trio der notwendige Vorsatz für die Verurteilung wegen Sabotage fehlte, und hob das Urteil für alle drei auf. Ein Teil des Gerichtsurteils lautete: „Aber vage Plattitüden über die ‚entscheidende Rolle einer Einrichtung in der Landesverteidigung‘ reichen nicht aus, um einen Angeklagten wegen Sabotage zu verurteilen“ („But vague platitudes about a facility’s 'crucial role in the national defense' are not enough to convict a defendant of sabotage“). The lesser charge of injuring government property was upheld however, and the court ordered re-sentencing based on that conviction. Der weniger schwerwiegende Anklagepunkt der Beschädigung von Regierungseigentum wurde jedoch aufrechterhalten, und das Gericht ordnete eine Neuverurteilung auf Grundlage dieser Verurteilung an.
Megan Rice wurde im Mai 2015 aus dem Gefängnis entlassen.
Rice wurde durch ihr Engagement so bekannt, dass das Energieministerium der Vereinigten Staaten eine Oral History finanzierte, um ihre Ansichten zur nuklearen Abrüstung verständlicher zu machen.

## Medien

### Filme
- Good Thinking, Those Who’ve Tried to Halt Nuclear Weapons (2015, Gute Idee, diejenigen, die versucht haben, Atomwaffen zu stoppen). Directed by Anthony Donovan. Sr. Megan Rice wurde 2013 für dieses Werk interviewed.
- The Nuns, The Priests, and The Bombs (2017, Die Nonnen, die Priester und die Bomben). Dieser Film der Emmy-preisgekrönten Produzentin Helen Young beginnt mit der Aktion in Oak Ridge und zeigt dann frühere Plowshares-Aktivisten, die das Trident-Atom-U-Boot Naval Base Kitsap-Bangor in der Nähe von Seattle, Washington, betraten. Die Aktionen von Bill „Bix“ Bichsel, Susan Crane, Steve Kelly, Lynne Greenwald und Anne Montgomery inspirierten Rice.[34][9]

### Bücher
- Transform Now Plowshares: Megan Rice, Gregory Boertje-Obed, and Michael Walli (2022). Anfang 2017 übernahm Carole Sargent, eine Wissenschaftlerin der Georgetown University, die sich auf katholische Schwestern konzentriert, die Friedensaktivistinnen sind und im Gefängnis sitzen, ein bereits laufendes Projekt.[35][36] Sie kannte Schwester Rice persönlich durch den Catholic Worker-Kreis, als sie der RSCJ half, das Anne Montgomery House zu eröffnen. Auf Wunsch von Schwester Rice erweiterte sie das Buch, um Gregory Boertje-Obed, Michael Walli und Plowshares ausführlicher einzubeziehen.[37]
- Activist: Portraits of Courage (2019).[38][39]
- Almighty: Courage, Resistance, and Existential Peril in the Nuclear Age (2016, Almighty: Mut, Widerstand und existentielle Gefahr im Atomzeitalter). Dan Zak wurde von der Washington Post beauftragt, über den Einbruch in den Y-12 National Security Complex in Oak Ridge im Jahr 2012 zu berichten.[7][40]

## Auszeichnungen
- 2015: Nuclear-Free Future Award